# Televisão no Sudão
A televisão no Sudão tem uma baixa penetração de cerca de 17%, uma vez que muitos agregados familiares não podem pagar o custo de uma antena parabólica e a televisão terrestre é a plataforma dominante. Não há estações privadas de televisão terrestre e o governo opera a Sudanese Radio and Television Corporation.
O Sudão tem 18 canais terrestres, dos quais apenas um, o Blue Nile, não é totalmente propriedade do Estado. Sudan TV é o principal canal terrestre. Existem oito canais de transmissão direta ao domicílio, sediados no Sudão, dos quais cinco são de propriedade privada, dois são de propriedade do governo e um é de propriedade mista. A penetração da televisão por assinatura é insignificante no país.